# ATC kod A16
ATC kod A16 Drugi proizvodi za alimentarni trakt i metabolizam su terapeutska podgrupa sistema za anatomsko terapeutsko hemijsku klasifikaciju. Ovaj sistem alfanumeričkih kodova je razvio  za klasifikaciju lekova i drugih medicinskih proizvoda.  Podgrupa A16 je deo anatomske grupe A Alimentarni trakt i metabolizam.

Kodovi za veterinarsku upotrebu (ATCvet kodovi) se mogu formirati stavljanjem slova Q ispred humanih ATC kodova: QA16... ATCvet kodovi bez odgovarajućeg humanog ATC koda su navedeni sa vodećim Q na sledećoj listi.
Nacionalna izdanja ATC klasifikacije mogu da obuhvataju dodatne kodove koji nisu prisutni na ovoj listi.

### A16AAAminokiselinei derivati
A16AA01 Levokarnitin
A16AA02 Ademetionin
A16AA03 Levoglutamid
A16AA04 Merkaptamin
A16AA05 Kargluminska kiselina
A16AA06 Betain
QA16AA51 Levokarnitin, kombinacije

### A16ABEnzimi
A16AB01 Algluceraza
A16AB02 Imigluceraza
A16AB03 Agalzidaza alfa
A16AB04 Agalzidaza beta
A16AB05 Laronidaza
A16AB06 Sakrozidaza
A16AB07 Alglukozidaza alfa
A16AB08 Galsulfaza
A16AB09 Idursulfaza
A16AB10 Velagluceraza alfa
A16AB11 Taligluceraza alfa

### A16AX Razni proizvodi za alimentarni trakt i metabolizam
A16AX01 Tioktinska kiselina
A16AX02 Anetol trition
A16AX03 Natrijum fenilbutirat
A16AX04 Nitisinon
A16AX05 Cink acetat
A16AX06 Miglustat
A16AX07 Sapropterin
A16AX08 Teduglutid

## QA16Q Drugi proizvodi za veterinasku primenu za alimentarni trakt i metabolizam

### QA16QA Lekovi za tretmanacetonemije
QA16QA01 Propilen glikol
QA16QA02 Natriju propionat
QA16QA03 Glicerol
QA16QA04 Amonijum laktat
QA16QA05 Klanobutin
QA16QA52 Natrijum propionat, kombinacije